# Xã Dickson, Michigan
Xã Dickson (tiếng Anh: Dickson Township) là một xã thuộc quận Manistee, tiểu bang Michigan, Hoa Kỳ. Năm 2010, dân số của xã này là 993 người.